# Nikola Kojo
Nikola Kojo (v srbské cyrilici Никола Којо; * 5. září 1967, Bělehrad, SFRJ) je srbský herec.

## Kariéra
Hrál v celé řadě (více než několik desítek) jugoslávských i srbských filmů. Přestože byl obsazován do filmů již v 80. letech 20. století, teprve až díky hlavní roli v komedii Mi nismo anđeli z roku 1992 se zařadil mezi známé srbské herce. Nikola Kojo se od té doby objevil v mnoha úspěšných domácích filmech, jako např. Hezké vesnice hezky hoří, Rane, Crni Gruja, Šišanje či Parade.